# Chemins de Fer de Provence
Chemins de Fer de Provence er et fransk regionalt trafikselskab, der driver den smalsporede (1000 mm) jernbanestrækning Nice–Digne-les-Bains i Provence. Selskabet driver kun denne jernbane.
Banen har sit udgangspunkt på Gare de Nice, på adressen Rue Alfred Binet 4 i Nice. Strækningen er 151 km lang og varer ca. 3 timer. Banen når visse steder op til 1.000 meter over havets overflade højde og gik derfor i sin tid så langsomt med damplokomotiv, at folk kunne stige af toget og samle kogler. Jernbanen blev derfor kaldt Koglebanen (fr. Le Train des Pignes). Driften varetages nu med skinnebusser.
Der har gennem tiden været flere små jernbaner fra Nice til baglandet, men dette er den eneste tilbageværende rute. Den anvendes fortrinsvis af turister og kører gennem dale og kløfter langs floden Var i et naturskønt område.